# Willy Visnelda
Pour les articles homonymes, voir Visnelda.
Willy Visnelda est un footballeur international réunionnais née le 12 avril 1975. Il joue au poste d'attaquant dans l'équipe de l'SS Saint-Louisienne.

## Biographie
Willy débute avec la SS Saint-Louisienne en 1994. Cependant, il peine à s'imposer avec les verts et s'en va . Cependant en 1996 pour éviter une suspension en raison de sa licence africaine, il va joué à l'Olympique de Saint-Louis en D3. Visnelda reste seulement une saison et part pour le RC Saint-Pierre en 1998 puis la Capricorne en 1999. 
Le saint-louisien retrouve la D1P en 2000 avec les jaunes et noir et ses performances vont le faire revenir à la Saint-Louisienne en 2001.  Il était présent lors du triplé historique de 2002 (championnat,coupe régionale de France,Coupe de la Réunion) mais également à la relégation du club en D2R.Il finit champion de la Réunion de D2R en 2009 et termine meilleur buteurs. Visnelda continue à impressionner pour son retour en D1P, le Saint-Lousien sera retenue pour la coupe de l'outre-mer avec la sélection de la Réunion. Remplaçant au cours du premier match, il entre en jeu et inscrit un triplé face à Saint-Pierre et Miquelon(11-0). Ce qui fait également de Willy le meilleur buteur de la compétition.En 2011, il est à nouveau retenu par le "Club R" mais joue très peu en raison de la concurrence. Malgré tout le réunionnais remporte la médaille de bronze.

## Palmarès
- Champion de la Réunion en 2001,2002 et 2012 avec la SS Saint-Louisienne
- Champion de la Réunion de D2R en 2009 avec la SS Saint-Louisienne
- Vainqueur de la Coupe Régionale de France en 2002 avec la SS Saint-Louisienne
- Vainqueur de la Coupe de la Réunion en 1999 et 2002,2013 avec la SS Saint-Louisienne
- Vainqueur de la Coupe des DOM en 1999 avec la SS Saint-Louisienne
- Vainqueur de la Coupe des DOM-TOM en 2000 avec la SS Saint-Louisienne